# Quinto Pompeyo Seneción Sosio Prisco
Quinto Pompeyo Seneción Sosio Prisco (en latín: Quintus Pompeius Senecio Sosius Priscus) fue un senador romano, que vivió en el siglo II, y desarrolló su cursus honorum bajo los reinados de los emperadores  Antonino Pío, y Marco Aurelio. Fue cónsul ordinario en 169 junto con Publio Celio Apolinar.

## Nombre y familia
Sosio Prisco es conocido por poseer el nombre atestiguado más largo de los antiguos Romanos, esto se debió a la práctica de la polonimia, donde se incorporaron elementos del nombre de su antepasado al suyo. En su totalidad, su nombre es:
Quintus Pompeius Senecio Roscius Murena Coelius Sextus Iulius Frontinus Silius Decianus Gaius Iulius Eurycles Herculaneus Lucius Vibullius Pius Augustanus Alpinus Bellicius Sollers Iulius Aper Ducenius Proculus Rutilianus Rufinus Silius Valens Valerius Niger Claudius Fuscus Saxa Amyntianus Sosius Priscus.
Recibió una parte de su largo nombre de su padre, Quinto Pompeyo Sosio Prisco, cónsul en el año 149 y, aunque la inscripción que registra el nombre completo de su padre está dañada, sobrevive lo suficiente para establecer esto:
Quintus Pompeius [...] Bellicius Sollers Iulius Acer Ducenius Proculus Rutilianus Rufinus Silius Valens Valerius Niger Claudius Fuscus Saxa Amyntianus Sosius Priscus.

## Carrera
Un esbozo de la carrera de Sosio Prisco se conserva, junto con su nombre completo, en la inscripción CIL XIV, 3609. Muestra que su carrera comenzó como Praefectus feriarum Latinarum; esto fue seguido por el cargo de triumvir monetalis. Alrededor del año 162, se presentó y fue elegido como candidato del emperador para el cargo de cuestor. Luego fue nombrado Legatus, sirviendo a las órdenes de su padre, quien era el gobernador proconsular de la provincia de Asia, posiblemente alrededor del año 163/164, Finalmente, fue elegido para el cargo de Pretor, posiblemente alrededor del año 167. 
En el año 169, Sosio Prisco fue elegido cónsul ordinario junto con Publio Celio Apolinar como su colega. Luego fue designado para el puesto proconsular de praefectus alimentorum, oficial responsable de organizar el suministro de alimentos de Roma. A esto siguió su nombramiento como gobernador proconsular de Asia en una fecha desconocida. Sosio Prisco, fue miembro del colegio de pontífices.

## Descendencia
Estaba casado con Ceyonia Fabia. Con ella, tuvieron al menos un hijo, Quinto Pompeyo Sosio Falcón, quien fue nombrado cónsul ordinario en 193.